# صموئيل غراي
صموئيل غراي (بالإنجليزية: Samuel Frederick Gray) (و. 1766 – 1828 م) هو عالم نبات، وعالم أدوية، وعالم حيواني، وعالم فطريات، وصيدلي من المملكة المتحدة لبريطانيا العظمى وأيرلندا، ولد في لندن، توفي في تشيلسي، لندن، عن عمر يناهز 62 عاماً.